# كارلوس راميريز ماكجريجور
كارلوس راميريز ماكجريجور هو صحفي ومحامي ودبلوماسي وسياسي فنزويلي، ولد في 3 مارس 1903 في ماراكايبو في فنزويلا، وتوفي في 15 مارس 1975 في كاراكاس في فنزويلا. نشط حزبياً في Venezuelan Democratic Party ‏. وقد انتخب سفير.